# اکوئیلین
اکوئیلین (انگلیسی: Equilin) یک هورمون جنسی استروژن طبیعی است که در اسب‌ها و همچنین داروها یافت می‌شود. این ماده یکی از استروژن‌های موجود در داروهای ترکیبی استروژن است که به نام استروژن‌های مزدوج (CEEs؛ به‌عنوان مثال، Premarin) و استروژن‌های استری‌شده (EEs؛ به عنوان مثال، Estratab، Menest) شناخته می‌شوند.  CEEs رایج‌ترین شکل استفاده از داروهای استروژن در درمان جایگزینی هورمونی (HRT) برای علائم یائسگی در ایالات متحده است. استرون سولفات استروژن اصلی در CEE است (حدود ۵۰٪) در حالی که اکوئیلین سولفات دومین استروژن اصلی در فرمولاسیون است که تقریباً ۲۵٪ از کل است.